# Megadytes robustus
Megadytes robustus är en skalbaggsart som först beskrevs av Aubé 1838.  Megadytes robustus ingår i släktet Megadytes och familjen dykare. Inga underarter finns listade i Catalogue of Life.